# Kazimierz Skowroński-Prus
Kazimierz Skowroński-Prus (ur. 18 grudnia 1900 w Szpikowie, zm. wiosną 1940 w Charkowie) – rotmistrz Wojska Polskiego, ofiara zbrodni katyńskiej.

## Życiorys
Syn Wacława i Felicji z Walickich urodzony 18 grudnia 1900 w Szpikowie, w ówczesnym powiecie bracławskim guberni podolskiej. Ukończył 7 klas gimnazjum w Niemirowie, po czym wstąpił do oddziału partyzanckiego rtm. Szemiota w Winnicy. W 1918 wcielony do szwadronu ziemi humańskiej. Po bitwie kaniowskiej, rozbrojony przez Niemców, wysłany do twierdzy w Kijowie. Po ucieczce z niewoli wstąpił do II Korpusu Polskiego. Następnie, po przedostaniu się na Kubań wstąpił do polskiego oddziału i walczył z bolszewikami. 1 listopada 1918 wstąpił do WP, do 4 Dywizji gen. Żeligowskiego. Pełnił służbę w szwadronie mjr. Plisowskiego w Odessie. W 14 pułku ułanów służył do sierpnia 1921, walczył w bitwach stoczonych przez pułk w wojnie z bolszewikami 1920.
W okresie międzywojennym ukończył Szkołę Podchorążych w Warszawie (1922, zdał również maturę) i Oficerską Szkołę Jazdy w Grudziądzu. 14 września 1923 prezydent RP mianował go podporucznikiem z dniem 1 września 1923 i 6. lokatą w korpusie oficerów jazdy, a minister spraw wojskowych wcielił do 12 pułku ułanów w Krzemieńcu. W 1925 otrzymał przydział na stanowisko instruktora Szkoły Podchorążych Rezerwy Kawalerii we Lwowie. 21 grudnia 1925 prezydent RP nadał mu stopień porucznika z dniem 1 września 1925 w korpusie oficerów kawalerii i 4. lokatą. W 1928 przeniesiony na dowódcę plutonu w 8 pułku ułanów w Krakowie. Po ukończeniu kursu łączności w Zegrzu objął dowództwo plutonu łączności. 22 lutego 1934 prezydent RP nadał mu z dniem 1 stycznia 1934 stopień rotmistrza w korpusie oficerów kawalerii i 22. lokatą. Po skończeniu kursu dowódców szwadronów w CWKaw. w Grudziądzu (1934) objął dowództwo szwadronu. Od 1937 adiutant 8 pułku ułanów. W marcu 1939 obowiązki adiutanta łączył z funkcją dowódcy szwadronu gospodarczego.
W kampanii wrześniowej walczył na stanowisku adiutanta 8 puł., m.in. pod Woźnikami, Szczekocinami, Pińczowem, Baranowem, Tarnogrodem i Tomaszowem. Po agresji ZSRR na Polskę  – w czasie próby przedostania się na Węgry – wzięty do niewoli przez Sowietów i osadzony w obozie w Starobielsku. Wiosną 1940 został zamordowany przez funkcjonariuszy NKWD w Charkowie i pogrzebany w bezimiennej mogile zbiorowej w Piatichatkach, gdzie od 17 czerwca 2000 mieści się oficjalnie Cmentarz Ofiar Totalitaryzmu w Charkowie. Figuruje na tzw. liście Gajdideja pod pozycją 3050.
5 października 2007 minister obrony narodowej Aleksander Szczygło mianował go pośmiertnie na stopień majora. Awans został ogłoszony 9 listopada 2007 w Warszawie, w trakcie uroczystości „Katyń Pamiętamy – Uczcijmy Pamięć Bohaterów”.

## Ordery i odznaczenia
- Krzyż Srebrny Orderu Virtuti Militari - za kampanię wrześniową[1]
- Krzyż Walecznych czterokrotnie[10][11]
- Srebrny Krzyż Zasługi[10][12]
- Medal Pamiątkowy za Wojnę 1918–1921[1]
- Medal Dziesięciolecia Odzyskanej Niepodległości[1]

21 czerwca 1938 Komitet Krzyża i Medalu Niepodległości odrzucił wniosek o nadanie mu tego odznaczenia.